# Caecilia Metellas mausoleum

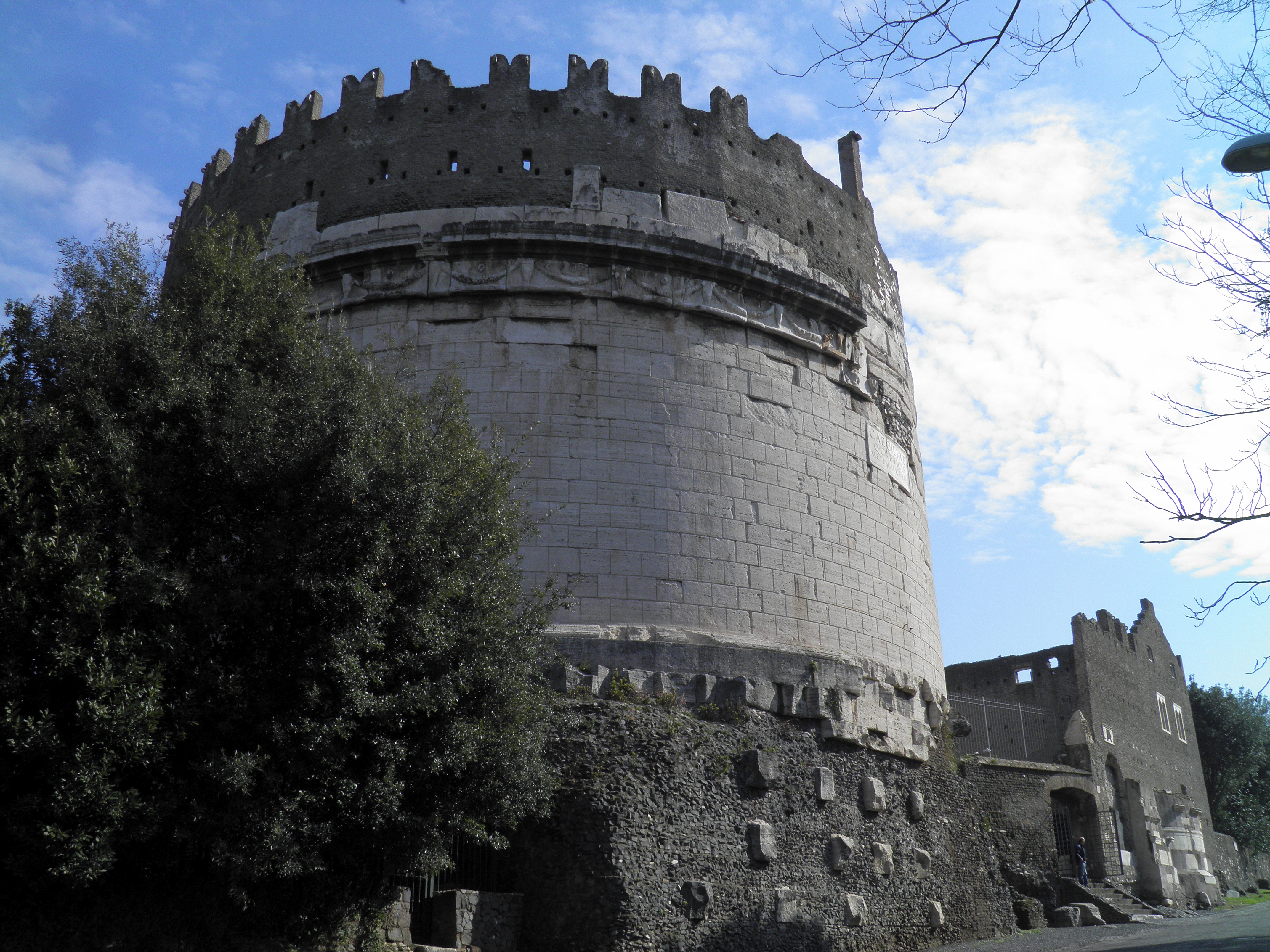
Caecilia Metellas mausoleum.

Caecilia Metellas mausoleum är ett av de största och bäst bevarade gravmonumenten längs Via Appia Antica i sydöstra Rom.
Enligt en inskrift på monumentet var Caecilia Metella dotter till Quintus Creticus och gift med en viss Crassus. Faderns fullständiga namn var Quintus Caecilius Metellus Creticus, medan maken troligen var son till den Crassus som slog ned Spartacus slavuppror år 71 f.Kr. och senare bildade första triumviratet tillsammans med Caesar och Pompejus. Monumentet kan dateras till mellan 30 och 20 f.Kr. utifrån inskriften, konstruktionen och dekorationen.
Rundbyggnaden är klädd med travertin och pryds överst av en marmorfris. Krönet var troligen konformat. Den nuvarande kreneleringen är från 1302, då byggnaden inlemmades i familjen Caetanis borg. Borgen uppfördes av påven Bonifatius VIII tvärsöver Via Appia för att säkra kontrollen över den strategiskt viktiga vägen. Huvudbyggnaden reser sig intill mausoleet.